# 氷川神社 (川越市久下戸)
氷川神社（ひかわじんじゃ）は、埼玉県川越市の神社。

## 歴史
創建年代は不明である。ただ当地の「久下戸（くげど）」という地名は、郡家（ぐうけ）に由来するといわれており、律令制が整備された頃に武蔵国一宮の氷川神社の分霊を勧請した可能性がある。「観音寺」が別当寺であった。観音寺は曹洞宗の寺院であったが、明治初期の神仏分離により、廃寺に追い込まれた。
明治初期の近代社格制度において、当社は「無格社」となった。1912年（明治45年）の神社合祀により周辺の8社が合祀された。1934年（昭和9年）に村社に列せられた。
久下戸には、かつては当社の旧別当寺の観音寺の他に、「最勝院」「千手院」「観音院」の寺があった。しかし明治初期に寄付金をめぐるトラブルがあり、当時の廃仏毀釈の風潮もあって、全て廃寺となった。これらの寺の檀家の葬儀は以降神葬祭となり、旧寺の境内は共同墓地となった。

## 文化財
- 久下戸氷川神社の算額（川越市指定有形文化財 昭和47年2月8日指定）[2]

## 交通アクセス
- 路線バス飯田新田停留所より徒歩22分。